# 믹스처 록
믹스처 록(영어: mixture rock, 일본어: ミクスチャー・ロック 미쿠스차 롯쿠[*])은 주로 일본에서 다루어지는 록 장르 중 하나이다. 믹스처 록이라는 말은 일본식 영어로, 기본적으로 일본 이외에서는 통용되지 않는 말이다. 믹스처 록이라는 말은 정확하게 직역하면 "다양한 장르의 음악과 록을 혼합한"이라는 뜻이지만, 일본에서 일반적으로 인정된 의미는 랩 록이나 랩 메탈의 의미로 사용된다. 따라서, 다양한 장르를 혼합했다는 믹스처로서의 의미는 얇고, "흑인 음악 (랩, 힙합, 레게) 또는 민족 음악을 혼합 한 록"으로서의 의미를 가지고 사용된다.